# Ultra Pirineu
L'Ultra Pirineu (anciennement Cavalls del Vent) est une compétition d'ultra-trail et de skyrunning disputée à Bagà en Espagne. Elle a été créée en 2009.

## Histoire
En 2009, l'Associació Esportiva Mountain Runners del Berguedà décide d'utiliser le sentier de grande randonnée Cavalls del Vent inauguré en 2003 et reliant huit refuges du Parc naturel de Cadi-Moixero de manière compétitive pour en faire un ultra-trail. Sponsorisé par l'équipementier sportif Salomon, les organisateurs s'engagent à reverser une partie des bénéfices à l'UNICEF et une autre pour le développement du parc naturel,,.
L'événement s'internationalise en 2012 en rejoignant le nouveau calendrier Ultra de la Skyrunner World Series.
En 2013, l'épreuve voit son parcours rallongé à 100 kilomètres.
En 2014, Salomon reprend seul l'organisation de l'événement qui devient l'Ultra Pirineu. De nouvelles courses sont ajoutés à l'événement afin de le rendre plus attractif. Un trail d'une distance marathon ainsi qu'une course verticale nocturne sont ajoutés.
L'épreuve retrouve le calendrier Ultra de la Skyrunner World Series en 2015.
En 2019, la manifestation connaît de nombreux changements. Le parcours de l'épreuve-reine est revu avec un passage par le village de Gósol. L'épreuve Marató devient le Trail est voit son parcours rallongé à 56 kilomètres. Une nouvelle épreuve, la SkyRace de 36 kilomètres est ajoutée et figure au calendrier de la Skyrunner World Series.
L'édition 2020 est annulée en raison de la pandémie de Covid-19.
En 2021, les courses Trail et Sky disparaissent et laissent place de nouveau au Marató qui reprend l'essentiel du parcours de la SkyRace mais rallongé à 42 kilomètres. Cette dernière épreuve rejoint les calendriers de la Golden Trail National Series ainsi que des Spartan Trail World Championships.
En 2022, la Kényane Esther Chesang remporte le Marató en 4 h 16 min 22 s. Cependant, cette dernière se voit infliger une suspension de quatre ans pour dopage avec effet rétroactif au 15 mai 2022. Tous ses résultats à compter de cette date sont annulés,. L'Espagnole Núria Gil hérite de la victoire,.

## Parcours

### Ultra
Le départ est donné à Bagà. Le parcours emprunte le sentier menant au refuge de Rebost (ca). Il rallie ensuite le refuge Niu de l'Àliga (ca) situé au sommet de la Tosa d'Alp (en) puis redescend jusqu'au refuge El Serrat de les Esposes. Il rallie ensuite les refuges de de Cortals de l'Ingla et refuge Prat d'Aguiló (ca). Le parcours franchit ensuite le Pas dels Gosoloans et redescend jusqu'au village de Gósol où il effectue le tour du terrain multisports. Le parcours remonte ensuite au refuge Lluís Estasen (ca) puis au refuge de Gresolet (ca). Le parcours rejoint ensuite le refuge Vents del Cadí et le refuge Sant Jordi (ca) et redescend jusqu'à Bagà où est donnée l'arrivée. Il mesure 100 km pour 6 600 m de dénivelé positif et négatif.

### Marató
Le départ est donné à Bagà. Le parcours emprunte le sentier menant au refuge de Rebost. Il rallie ensuite le refuge Niu de l'Àliga situé au sommet de la Tosa d'Alp (en) puis redescend jusqu'au refuge Sant Jordi. Le parcours rallie ensuite le refuge Vents del Cadí avant d'effectuer la descente finale jusqu'à Bagà où est donnée l'arrivée. Il mesure 42 km pour 2 800 m de dénivelé positif et négatif.

### Nit
Le départ est donné à la station de La Molina au départ du télécabine de Tosa d'Alp (en). Le parcours suit le chemin jusqu'au sommet. Il mesure 5 km pour 860 m de dénivelé positif.

## Vainqueurs

### Cavalls del Vent/Ultra
| Édition | Date | Hommes                                              | Hommes                                              | Hommes                                              | Femmes                                              | Femmes                                              | Femmes                                              |
| ------- | ---- | --------------------------------------------------- | --------------------------------------------------- | --------------------------------------------------- | --------------------------------------------------- | --------------------------------------------------- | --------------------------------------------------- |
|         |      | Rang                                                | Athlète                                             | Temps                                               | Rang                                                | Athlète                                             | Temps                                               |
| 1re     | 2009 | 1er                                                 | Jessed Hernàndez                                    | 9 h 31 min 35 s                                     |                                                     | Corinne Favre                                       | 11 h 55 min 52 s                                    |
| 2e      | 2010 | 1er                                                 | Miguel Heras Hernández                              | 9 h 6 min 39 s                                      |                                                     | Nerea Martínez                                      | 12 h 14 min 50 s                                    |
| 3e      | 2011 | 1er                                                 | Miguel Heras Hernández — 2e victoire                | 8 h 57 min 32 s                                     | 21e                                                 | Núria Picas Albets                                  | 11 h 37 min 43 s                                    |
| 4e      | 2012 | 1er                                                 | Kílian Jornet Burgada                               | 8 h 42 min 23 s                                     | 8e                                                  | Núria Picas Albets — 2e victoire                    | 10 h 34 min 38 s                                    |
| 5e      | 2013 | 1er                                                 | Luis Alberto Hernando Alzaga                        | 10 h 23 min 9 s                                     | 10e                                                 | Núria Picas Albets — 3e victoire                    | 12 h 5 min 44 s                                     |
| 6e      | 2014 | 1er                                                 | Luis Alberto Hernando Alzaga — 2e victoire          | 11 h 15 min 14 s                                    | 4e                                                  | Núria Picas Albets — 4e victoire                    | 12 h 39 min 2 s                                     |
| 7e      | 2015 | 1er                                                 | Kílian Jornet Burgada — 2e victoire                 | 12 h 3 min 27 s                                     | 12e                                                 | Emelie Forsberg                                     | 13 h 39 min 33 s                                    |
| 8e      | 2016 | 1er                                                 | Miguel Heras Hernández — 3e victoire                | 12 h 5 min 51 s                                     | 28e                                                 | Gemma Arenas Alcázar                                | 15 h 20 min 34 s                                    |
| 9e      | 2017 | 1er                                                 | Pablo Villa González                                | 12 h 30 min 19 s                                    | 15e                                                 | Maite Maiora Elizondo                               | 14 h 22 min 19 s                                    |
| 10e     | 2018 | 1er                                                 | Jessed Hernàndez — 2e victoire                      | 12 h 35 min 36 s                                    | 17e                                                 | Ekaterina Mityaeva                                  | 15 h 12 min 24 s                                    |
| 11e     | 2019 | 1er                                                 | Dmitry Mityaev                                      | 10 h 22 min 55 s                                    | 20e                                                 | Mònica Comas Molist                                 | 12 h 31 min 10 s                                    |
| -       | 2020 | Course annulée en raison de la pandémie de Covid-19 | Course annulée en raison de la pandémie de Covid-19 | Course annulée en raison de la pandémie de Covid-19 | Course annulée en raison de la pandémie de Covid-19 | Course annulée en raison de la pandémie de Covid-19 | Course annulée en raison de la pandémie de Covid-19 |
| 12e     | 2021 | 1er                                                 | Kílian Jornet Burgada — 3e victoire                 | 10 h 24 min 44 s                                    | 20e                                                 | Azara García de los Salmones                        | 12 h 29 min 42 s                                    |
| 13e     | 2022 | 1er                                                 | Miguel Heras Hernández — 4e victoire                | 10 h 38 min 53 s                                    | 20e                                                 | Núria Picas Albets — 5e victoire                    | 12 h 12 min 40 s                                    |
| 14e     | 2023 | 1er                                                 | Miguel Arsénio                                      | 10 h 37 min 50 s                                    | 17e                                                 | Marta Molist Codina                                 | 12 h 30 min 16 s                                    |
| 15e     | 2024 | 1er                                                 | Dmitry Mityaev — 2e victoire                        | 10 h 27 min 38 s                                    | 27e                                                 | Julie Roux                                          | 12 h 30 min 35 s                                    |

### Marató
| Édition | Date | Hommes                                              | Hommes                                              | Hommes                                              | Femmes                                              | Femmes                                              | Femmes                                              |
| ------- | ---- | --------------------------------------------------- | --------------------------------------------------- | --------------------------------------------------- | --------------------------------------------------- | --------------------------------------------------- | --------------------------------------------------- |
|         |      | Rang                                                | Athlète                                             | Temps                                               | Rang                                                | Athlète                                             | Temps                                               |
| 1re     | 2014 | 1er                                                 | Dani Tristany Cara                                  | 4 h 10 min 49 s                                     | 13e                                                 | Rosa Valls Tió                                      | 5 h 8 min 12 s                                      |
| 2e      | 2015 | 1er                                                 | Alfredo Gil Garcia                                  | 4 h 3 min 42 s                                      | 15e                                                 | Oihana Kortazar Aranzeta                            | 4 h 31 min 36 s                                     |
| 3e      | 2016 | 1er                                                 | Ismail Razga                                        | 4 h 1 min 58 s                                      | 50e                                                 | Paloma Lobera Grau                                  | 5 h 11 min 19 s                                     |
| 4e      | 2017 | 1er                                                 | Kílian Jornet Burgada                               | 3 h 44 min 28 s                                     | 17e                                                 | Ruth Croft                                          | 4 h 19 min 10 s                                     |
| 5e      | 2018 | 1er                                                 | Pablo Villa González                                | 3 h 54 min 36 s                                     | 50e                                                 | Íngrid Ruiz Sánchez                                 | 5 h 9 min 10 s                                      |
| 6e      | 2019 | 1er                                                 | André Rodrigues                                     | 5 h 18 min 17 s                                     | 9e                                                  | Oihana Kortazar Aranzeta — 2e victoire              | 5 h 56 min 24 s                                     |
| -       | 2020 | Course annulée en raison de la pandémie de Covid-19 | Course annulée en raison de la pandémie de Covid-19 | Course annulée en raison de la pandémie de Covid-19 | Course annulée en raison de la pandémie de Covid-19 | Course annulée en raison de la pandémie de Covid-19 | Course annulée en raison de la pandémie de Covid-19 |
| 7e      | 2021 | 1er                                                 | Jonathan Albon                                      | 3 h 34 min 8 s                                      | 17e                                                 | Ida Nilsson                                         | 4 h 24 min 14 s                                     |
| 8e      | 2022 | 1er                                                 | Robert Pkemoi                                       | 3 h 37 min 1 s                                      | 11e                                                 | Núria Gil Clapera                                   | 4 h 19 min 43 s                                     |
| 9e      | 2023 | 1er                                                 | Robert Pkemoi — 2e victoire                         | 3 h 28 min 7 s                                      | 16e                                                 | Júlia Font Gómez                                    | 4 h 17 min 41 s                                     |
| 10e     | 2024 | 1er                                                 | Robert Pkemoi — 3e victoire                         | 3 h 30 min 49 s                                     | 21e                                                 | Júlia Font Gómez — 2e victoire                      | 4 h 5 min 0 s                                       |

### Sky
| Édition | Date | Hommes | Hommes            | Hommes         | Femmes | Femmes                | Femmes         |
| ------- | ---- | ------ | ----------------- | -------------- | ------ | --------------------- | -------------- |
|         |      | Rang   | Athlète           | Temps          | Rang   | Athlète               | Temps          |
| 1re     | 2019 | 1er    | Jan Margarit Solé | 3 h 17 min 9 s | 44e    | Ainhoa Sanz Rodríguez | 4 h 1 min 44 s |

### Nit
| Édition | Date | Hommes                                              | Hommes                                              | Hommes                                              | Femmes                                              | Femmes                                              | Femmes                                              |
| ------- | ---- | --------------------------------------------------- | --------------------------------------------------- | --------------------------------------------------- | --------------------------------------------------- | --------------------------------------------------- | --------------------------------------------------- |
|         |      | Rang                                                | Athlète                                             | Temps                                               | Rang                                                | Athlète                                             | Temps                                               |
| 1re     | 2014 | 1er                                                 | Xavier Teixidó                                      | 39 min 26 s                                         | 23e                                                 | Alba Xandri Suets                                   | 47 min 44 s                                         |
| 2e      | 2015 | 1er                                                 | Antonio Alcalde Sánchez                             | 38 min 2 s                                          | 10e                                                 | Laura Orgué Vila                                    | 42 min 28 s                                         |
| 3e      | 2016 | 1er                                                 | Jan Margarit Solé                                   | 29 min 31 s                                         | 39e                                                 | Fátima De Diego Aguado                              | 38 min 38 s                                         |
| 4e      | 2017 | 1er                                                 | Jan Margarit Solé — 2e victoire                     | 38 min 18 s                                         | 32e                                                 | Clàudia Sabata                                      | 48 min 24 s                                         |
| 5e      | 2018 | 1er                                                 | Sergi Brau Villaró                                  | 38 min 42 s                                         | 23e                                                 | Gisela Carrión Bertran                              | 44 min 37 s                                         |
| 6e      | 2019 | 1er                                                 | Marc Pinsach Rubirola                               | 37 min 36 s                                         | 23e                                                 | Alba Xandri Suets — 2e victoire                     | 47 min 3 s                                          |
| -       | 2020 | Course annulée en raison de la pandémie de Covid-19 | Course annulée en raison de la pandémie de Covid-19 | Course annulée en raison de la pandémie de Covid-19 | Course annulée en raison de la pandémie de Covid-19 | Course annulée en raison de la pandémie de Covid-19 | Course annulée en raison de la pandémie de Covid-19 |
| 7e      | 2021 | 1er                                                 | Daniel Osanz Laborda                                | 36 min 44 s                                         | 35e                                                 | Fátima De Diego Aguado — 2e victoire                | 46 min 15 s                                         |
| 8e      | 2022 | 1er                                                 | Oriol Cardona Coll                                  | 37 min 4 s                                          | 23e                                                 | Gabriela Lasalle Gratacós                           | 46 min 14 s                                         |
| 9e      | 2023 | 1er                                                 | Gabin Ageron                                        | 35 min 16 s                                         | 27e                                                 | Marta Garcia Farrés                                 | 44 min 38 s                                         |
| 10e     | 2024 | 1er                                                 | Ïu Net Puig                                         | 35 min 53 s                                         | 24e                                                 | Laia Montoya Garía                                  | 44 min 45 s                                         |